# 86 (terme)
Eighty-six ou 86 est un terme argotique anglais américain utilisé pour indiquer qu'un article n'est plus disponible, traditionnellement dans un établissement de restauration ou de boissons ; ou faisant référence à une ou des personnes qui ne sont pas les bienvenues dans les locaux. Son étymologie est inconnue, mais semble avoir été inventée dans les années 1920 ou 1930.
Le terme est maintenant plus généralement utilisé pour signifier se débarrasser de quelqu'un ou de quelque chose. Dans les années 1970, sa signification s'est élargie pour désigner le meurtre.

## Étymologie et significations

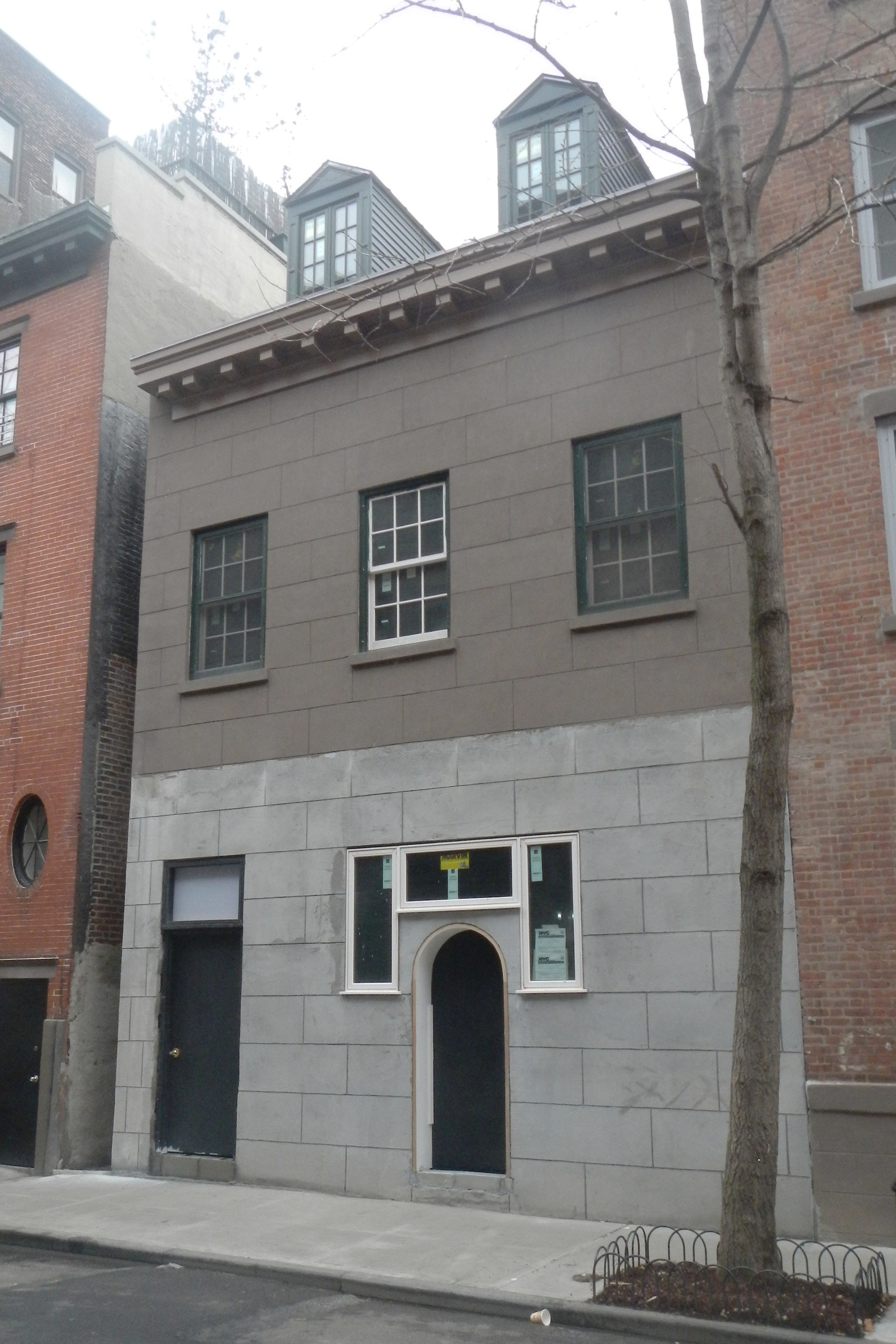
Chumley's au 86 Bedford Street au West Village de New York.

Le terme quatre-vingt-six était initialement utilisé dans les restaurants et les bars selon la plupart des dictionnaires d'argot américains de la fin du XXe siècle. Il est souvent utilisé dans les services de restauration pour indiquer qu'un article n'est plus disponible ou qu'un client doit être expulsé. Au-delà de ce contexte, il est généralement utilisé avec le sens de « se débarrasser de » quelqu'un ou quelque chose.
Selon le dictionnaire en ligne Merriam-Webster, cela signifie « refuser de servir (un client) », « se débarrasser » ou « jeter dehors » quelqu'un ou quelque chose.
Selon l'Oxford English Dictionary, il peut être utilisé comme nom ou comme verbe.  En tant que nom, « Dans les restaurants et les bars, une expression indiquant que la fourniture d'un article est épuisée, ou qu'un client ne doit pas être servi ; également, un client à qui le service est refusé. Aussi transféré. ». En tant que verbe transitif dérivé du nom, cela signifie « éjecter ou exclure (une personne) des locaux ; rejeter ou abandonner ».  L'O.E.D. donne des exemples d'utilisation de 1933 à 1981. Par exemple, de The Candidate, dans lequel le conseiller aux médias dit à Robert Redford, « OK, maintenant, pour commencer, nous devons couper les cheveux et quatre-vingt-six les favoris. ».
Selon le Cassell's Dictionary of Slang (en), le sens s'est élargi au cours des années 1970 pour signifier également « tuer, assassiner ; exécuter judiciairement »,. Cet usage est dérivé du terme d'argot utilisé dans les restaurants. D'autres dictionnaires d'argot confirment cette définition,,.
Il existe de nombreuses théories sur l'origine du terme, mais aucune n'est certaine. Il semble avoir vu le jour dans les années 1920 ou 1930[réf. nécessaire]. Les origines possibles incluent :
- Argot rimant pour nix (« ⁣rien »)[4].
- Une partie du jargon utilisé par les soda jerks (en). Walter Winchell a écrit à ce sujet en 1933, dans sa chronique syndiquée On Broadway[9]. En cela, le code 13 signifiait qu'un patron était là, 81 était un verre d'eau et 86 signifiait « tout en dehors ». Le professeur Harold Bentley de l'Université de Columbia a étudié le jargon soda jerk et a rapporté d'autres codes numériques tels que 95 pour un client partant sans payer[10].
- L'auteur Jef Klein a émis l'hypothèse que le bar Chumley's au 86 Bedford Street dans le West Village de Lower Manhattan en était la source. Son livre The History and Stories of the Best Bars of New York affirme que la police appellerait le bar de Chumley pendant la prohibition avant de faire une descente et dirait au barman de « 86 » ses clients, ce qui signifie qu'ils devraient sortir par la porte du 86 Bedford Street, tandis que la police viendrait à l'entrée de Pamela Court[11].

## Utilisations notables

### Musique
- La chanson de 1947 Boogie Woogie Blue Plate de Louis Jordan et de son Tympany Five[12], utilise le jargon soda-jerk, par exemple « 86 on the cherry pie ».
- La chanson 86 de Green Day de 1995 raconte qu'ils ont été rejetés de leur communauté punk rock lorsqu'ils ont commencé à connaître un succès commercial[13],[14].
- Dans Fury (film, 2014), autour de la 85ème minute, le Staff Sergeant Don Collier (personnage joué par Brad Pitt) déclare après avoir en vain tenté de faire fonctionner sa radio : « Radio's eighty six ».
- La chanson de 2015 The Remedy de Puscifer utilise la terminologie « Les trolls se font 86 » de la maison si vous ne respectez pas ses règles[15].

### Scène et écran
- L'agent 86 dans l'émission télévisée des années 1960 Get Smart tire son numéro de code du terme[2],[16].
- Pendant la chanson Feed Me (Git It!) de Little Shop of Horrors, alors qu'Audrey II, la plante, tente Seymour Krelborn avec des offres de fortune et de luxe s'il continue à le nourrir de sang, la plante prononce : « Il doit bien y avoir quelqu'un que tu pourrais 86, sans faire de bruit, pour me trouver à manger ! ».
- Dans Casino, Sam « Ace » Rothstein reçoit un appel de Billy après s'être disputé avec Nicky Santoro, qui est venu faire un esclandre au Tangiers, où Nicky n'est plus le bienvenu. Billy lui dit : "On a un problème. [...] Le petit mec. Personne ne lui a dit qu'il était exclu du caboulot (Nobody told him he was eighty-sixed from the joint)." [1'56''30]
- Le film policier comique de 2018 86'd d'Alan Palomo décrit cinq histoires se déroulant dans une épicerie ouverte 24 heures sur 24 avec un indicatif musical signé sous l'appellation Neon Indian[17].

### Littérature
- Le roman de 1989 Eighty-sixed de David B. Feinberg fait référence à « la communauté gay anéantie par le sida »[18]. Il a remporté à Feinberg le Lambda Literary Award for Gay Men's Fiction et le American Library Association Gay / Lesbian Award for Fiction[19].
- Le roman de 2009 86'd de Dan Fante est vaguement basé sur ses propres luttes contre l'alcoolisme et la toxicomanie[20].
- Dans le roman japonais 86 -Eighty Six- d'Asato Asato, les Eighty-Six sont des personnes dont les droits ont été retirés et relégués dans des camps d'internement dans le 86e district non officiel, traités comme des sous-humains et forcés de se battre pendant la guerre.